# Chủng 121
Chủng 121 (Geogemma barossii) là một vi sinh vật đơn bào thuộc vực cổ khuẩn (Archaea), được phát hiện lần đầu tại một miệng phun thủy nhiệt ở đông bắc Thái Bình Dương, gần đoạn Endeavor của sống núi ngầm Juan de Fuca. Đây là một loài siêu ưa nhiệt, có khả năng sinh sản ở nhiệt độ 121 °C, cũng chính là nguồn gốc cho tên gọi của nó. Ở mức 130 °C, chủng này rơi vào trạng thái ngưng sinh trưởng, tức không sinh sản nhưng vẫn sống sót. Thậm chí ở 131 °C, chúng vẫn còn duy trì khả năng sống, miễn là sau đó được chuyển sang môi trường có nhiệt độ thấp hơn. Chủng 121 có dạng hình cầu, di chuyển bằng chùm lông roi ở một đầu, với kích thước khoảng 1,0 μm. Loài này chuyển hóa năng lượng thông qua quá trình khử oxit sắt (Fe(III)), một hợp chất phổ biến trong trầm tích tại các miệng phun thủy nhiệt.